# One Be Lo
One Be Lo (Pontiac, 7 novembre 1976) è un rapper statunitense dell'underground hip hop..
È noto per essere la metà del duo Binary Star, ma ha anche realizzato diversi album come solista.

## Pseudonimi
- Raland Scruggs - Nome di nascita.
- Nahshid Sulaiman - Nome correntemente usato.
- One Be Lo - Nome attualmente usato come artista.
- OneManArmy - Nome usato in passato da artista come parte integrante di Binary Star.

## Biografia
Dice di essere cresciuto ascoltando KRS-One e Ice Cube manifestando interesse per l'hip hop già da piccolo. Come risultato negli anni novanta forma insieme a Senim Silla il rap duo Binary Star anche se dopo due album il duo si scioglie per "divergenze creative".
Rimane deluso dallo scioglimento del duo e dal trattamento riservatogli dalla casa discografica (non vennero mai pagati dal distributore anche se vendettero 20,000 copie), comincia a concentrarsi sulla sua carriera da solista. In questo periodo si converte all'islam cambiando il suo nome in Nahshid Sulaiman. Cambia anche il suo nome artistico da OneManArmy a One Be Lo volendo evitare dispute legali con l'omonima punk band One Man Army.
Nel gennaio del 2000 fonda la sua etichetta indipendente chiamata Subterraneous Records. In questo modo riesce a pubblicare più facilmente i suoi album ed a dare più visibilità a numerosi mc e produttori originari del Michigan. Nel 2001 la sua Subterraneous Records pubblica WaterWorld Too una compilation che vede la partecipazione di tutti gli artisti legati all'etichetta. Nel frattempo continua a lavorare ai suoi progetti da solista insieme al produttore Decompoze. Verso la fine del 2002 pubblica in tiratura limitata l'album F.E.T.U.S. (For Everybody That Under Stands), raccolta di brani originariamente non intesi alla pubblicazione ma che fecero da apripista al suo album di debutto come solista.
Per la casa discografica Fat Beats nel 2005 esce S.O.N.O.G.R.A.M. (Sounds Of Nahshid Originate Good Rhymes And Music) che vede la collaborazione di diversi rapper come Abdus Salaam e cantanti come Ka Di. Questo album riceve una critica positiva specialmente per le sue "conscious lyrics" letteralmente "liriche consapevoli" (si pongono in antitesi alle classiche tematiche potere, soldi, droga e prostitute). L'album seguente che vide la luce sempre nel 2005 si intitola S.T.I.L.L.B.O.R.N. (Something To Interest Lo Listeners Beyond Original Recorded Networkings) e che raccoglie brani inediti dell'album precedente.
L'esperienza fin qui accumulata lo sta portando alla realizzazione di un'opera massima che si intitolerà L.I.F.E (Lo Is For Everybody). Oltre a questo progetto sta collaborando insieme a Magestik Legend e probabilmente formeranno il duo "Security".

## Discografia

### Binary Star
- Waterworld - 1999
- Masters of the Universe - 2000

### Da solista
- WaterWorld Too - 2001
- F.E.T.U.S. (For Everybody That UnderStands) - 2003
- S.O.N.O.G.R.A.M. (Sounds Of Nahshid Originate Good Rhymes And Music) - 2005
- S.T.I.L.L.B.O.R.N. (Something To Interest Lo Listeners Beyond Original Recorded Networkings) - 2005

## Collegamenti
- Official web site, su onebelo.com. URL consultato il 24 dicembre 2006 (archiviato dall'url originale il 5 dicembre 2006).
- Subterraneous Records, su subterraneousrecords.com.
- Myspace page, su myspace.com.
- One Belo and MaGestiK LeGenD are Security, su myspace.com.

| Controllo di autorità | Europeana agent/base/84414 |